# Arthur Hallworth
Arthur Hallworth (1884 – sau 1906) là một cầu thủ bóng đá người Anh thi đấu ở First Division of Football League cho Birmingham.
Hallworth sinh ra ở Stoke-upon-Trent, Staffordshire, và chơi bóng ở vị trí left half cho Twyford Youth Club trước khi gia nhập Birmingham năm 1906 ở vị trí half back. Ông thi đấu một trận cho câu lạc bộ tại Football League, thay cho Jim Dougherty bị chấn thương trong trận đấu trên sân nhà tại First Division trước Stoke ngày 3 tháng 11 năm 1906 với việc Birmingham thắng 2–1. Mặc dù với sự vắng mặt liên tục của Dougherty, Hallworth không được chọn lại, và cuối mùa giải 1906–07 ông trở lại bóng đá địa phương ở Staffordshire với Leek Alexandra và sau đó với Barlaston Manor.